# Kolemczyce
Kolemczyce (prononciation : [kɔlɛmˈt͡ʂɨt͡sɛ]) est un village polonais de la gmina de Dorohusk dans le powiat de Chełm de la voïvodie de Lublin dans l'est de la Pologne, à la frontière avec l'Ukraine.
Il se situe à environ 8 kilomètres au sud de Dorohusk (siège de la gmina), 27 kilomètres à l'est de Chełm (siège du powiat) et 91 kilomètres à l'est de Lublin (capitale de la voïvodie).

## Histoire
De 1975 à 1998, le village est attaché administrativement à la voïvodie de Chełm.

Depuis 1999, il fait partie de la voïvodie de Lublin.